# Andorinha (kommun i Brasilien)
Andorinha är en kommun i Brasilien.   Den ligger i delstaten Bahia, i den östra delen av landet, 1 100 km nordost om huvudstaden Brasília. Antalet invånare är 14 417.
Omgivningarna runt Andorinha är huvudsakligen savann. Runt Andorinha är det glesbefolkat, med 15 invånare per kvadratkilometer.